# Eutelia verini
Eutelia verini är en fjärilsart som beskrevs av Pierre E.L. Viette 1984. Eutelia verini ingår i släktet Eutelia och familjen nattflyn. Inga underarter finns listade i Catalogue of Life.